# Schaltzeichen

Schaltzeichen in den USA. Links für elektrische Schaltkreise. Rechts für logische Verschaltung.

Ein Schaltzeichen ist ein in einem Schaltplan der Elektrotechnik verwendetes, standardisiertes, graphisches Symbol für Bauelemente, Bauteile, Geräteteile, Geräte und Leitungen innerhalb einer elektrischen Schaltung. Durch ein solches Schaltzeichen kann die Schaltung einfacher erstellt und wesentlich schneller erfasst werden. Weiterer Anwendungsbereich ist die Darstellung von Ersatzschaltbildern.

## Normung
In Deutschland sind elektrische Schaltzeichen durch DIN EN 60617 Graphische Symbole für Schaltpläne genormt. Sie ersetzen seit 1996–1998 die DIN 40700 / DIN 40900.
Bezogen auf die IEC-Nummern wird seit Anfang 1997 ein neues, 5-stelliges System (Nummernband von 60000–69999) verwendet. Der Vorteil liegt darin, dass zukünftig internationale, europäische und nationale Normen die gleiche Nummer haben werden. Ältere Bezeichnung wie z. B. IEC 617 werden nach Neuauflagen oder Überarbeitungen als IEC 60617 angegeben, d. h., es werden 60000 zu der ursprünglichen Nummer hinzugezählt. Auch bei Referenzangaben wird die 5-stellige Zahl zu finden sein – auch wenn eine Überarbeitung noch nicht stattgefunden haben sollte.
Im nordamerikanischen Raum kommen die Normen ANSI/IEEE Std 91a–1991 IEEE Graphic Symbols for Logic Functions, IEEE Std 315–1986 (Reaffirmed 1993) / ANSI Y32.2–1975 (Reaffirmed 1989) / CSA Z99–1975 Graphic Symbols for Electrical and Electronics Diagrams und NEMA Standards Publication ICS 19–2002 Industrial Control and Systems: Diagrams, Device Designations, and Symbols zum Einsatz.

## Herkunft, Symbolik von Schaltzeichen
Viele elektrische Schaltzeichen gehen auf den mechanischen, geometrischen oder elektrischen Aufbau der Bauelemente zurück.
- Leitungsverbindungen können durch einen Tropfen erstarrten Lots oder eine Schraubklemme gebildet werden (= dicker Punkt).
- Anschlüsse sind oft Schraubverbindungen mit sichtbarem Schraubenkopf (= kleiner zarter Kreis).
- Erste Dioden bestanden aus einem (Halbleiter-)Kristall, auf dessen Oberfläche (= Strich) eine Metallnadel mit ihrer Spitze (= Dreieck) aufgedrückt wurde.
- Elektronenröhren sind typisch in zylindrischen Glasröhren eingesiegelt (= Oval), die indirekt geheizte Kathode liegt der Heizungsschleife bogenförmig an, Gitter erscheinen im Querschnitt als (=) unterbrochene Linien.
- Transistoren waren anfangs in kleinen Glasröhrchen eingeschlossen (= Kreis). In deutschsprachigen Schaltplänen mit T1, T2, … beschriftet, in japanischen (um 1980) und US-amerikanischen jedoch mit Q1, …
- Spulen, Induktivitäten wirken durch eine zylindrische Wicklung (Schrägansicht = Kette aus U-Bögen (USA) oder (D:) Schlaufen oder als längliches schwarzes Viereck).
- Der ferromagnetische Kern einer Spule wird dem Schaltzeichen als begleitender gerader Strich angefügt. Liegt daneben ein weiteres Zeichen für Spule, wird ein Transformator symbolisiert. Wicklungsabgriffe werden als Querstriche herausgeführt.
- Der Druckknopf eines Tasters und die Verbindung mechanisch gekoppelter Schalter, auch in Relais werden durch zarte Striche oder Doppelstriche (= Isolator) dargestellt.
- Die Masseleitung einer Schaltung wird oft als unterste horizontale Linie, mitunter fett dargestellt; Masseverbindungen, etwa mit dem Gehäuse ähnlich; Erdverbindungen durch eine kurze Leitung zu einem fetten waagerechten Strich, mit waagerechten (kürzer werdend, ein Pfeildreieck nach unten formend) oder schrägen Schraffen darunter.
- Die einfache Antenne ist ein Pfeil nach oben. Falt- und geschlossener Dipol werden geometrisch entsprechend symbolisiert.
- Ein variabler Kondensator ist oft ein Drehkondensator, in US-Version mitunter als ein Querstrich (= Platte(n)) plus ein gewölbter Strich (= drehbar) dargestellt.
- Die Abschirmung einer Leitung wird als strichlierte Kreislinie an einer beliebigen Stelle des Leiters dargestellt (= Flechtnetz in einer Kabelkonstruktion).
- Ein Schwingquarz wird als kleines Rechteck zwischen zwei fetten Querstrichen gezeichnet.
- Steckverbindungen werden je Kontakt als fette Linie (= Stift) und dazu passendes zartes U (= Buchse) dargestellt.
- Ein Elektromotor zeigt als Schaltbild einen Kreis (= Rotor) und gegenüber anliegende kleine fette Rechtecke (= Magnetspulen).

## Beispiele

Diode
NPN-Transistor
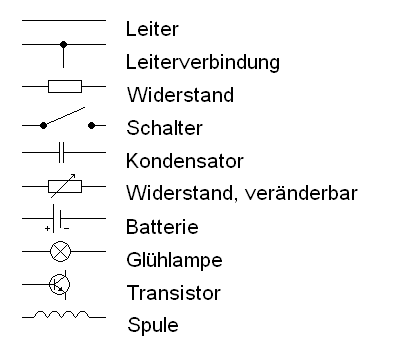
Verschiedene Schaltzeichen
Leuchtdiode